# Wiktor Iwanowitsch Anpilow

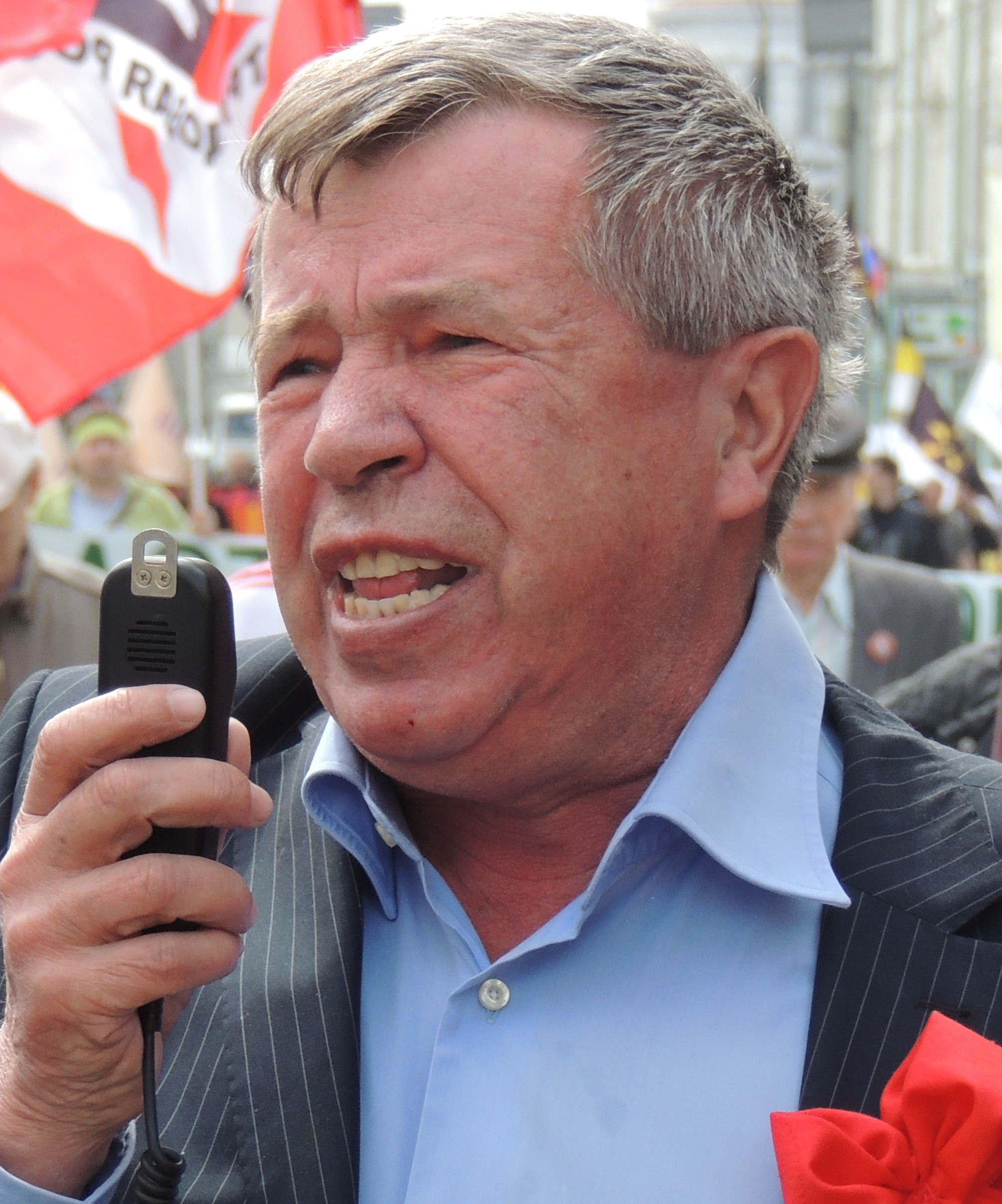
Wiktor Iwanowitsch Anpilow, 2012

Wiktor Iwanowitsch Anpilow (russisch Ви́ктор Ива́нович Анпи́лов; wissenschaftliche Transliteration Viktor Ivanovič Anpilov; * 2. Oktober 1945 in Belaja Glina; † 15. Januar 2018) war ein russischer Politiker der kommunistischen Bewegung Russlands.

## Leben
Anpilow absolvierte 1973 die journalistische Fakultät der Lomonossow-Universität Moskau.
Von 1978 bis 1984 arbeitete er als Kommentator in der Hauptredaktion für Lateinamerika des Staatlichen Komitees der UdSSR für Fernsehen und Rundfunk. In den Jahren 1984–1985 war er in Nicaragua während des dortigen Bürgerkrieges als Korrespondent tätig.
Während der Auseinandersetzungen zwischen dem Präsidenten Boris Jelzin und dem Obersten Sowjet 1993  stand Anpilow an der Seite des Obersten Sowjets und war an den Ereignissen aktiv beteiligt. Dafür wurde er im Oktober 1993 verhaftet, jedoch wenige Monate später wieder freigelassen.
Anpilow war Vorsitzender der Parteien Trudowaja Rossija (Werktätiges Russland) und der Kommunistischen Arbeiterpartei Russlands (Российская коммунистическая рабочая партия). Trudowaja Rossija war eine Mitgliedsorganisation des Stalin-Blocks für die UdSSR, einer Gruppierung kleinerer kommunistischer Parteien, die bei der Dumawahl 1999 0,6 % der Stimmen erhielt und bei der Anpilow ebenfalls den Vorsitz innehatte. Für die Parlamentswahl im Jahr 2003 erwog Anpilow, für die Liberal-Demokratische Partei Russlands von Wladimir Wolfowitsch Schirinowski zu kandidieren, da dieser ihm einen der drei Spitzenplätze der Liste angeboten hatte. Solange Trudowaja Rossija sich am Bündnis Das andere Russland beteiligte, war Anpilow einer seiner bekanntesten Vertreter und Mitorganisator des Marsches der Unzufriedenen.
Im Jahr 2014 unterstützte Anpilow die Annexion der Krim durch Russland.
Er wurde am 13. Januar 2018 nach einem Schlaganfall in ein Krankenhaus eingeliefert und befand sich bis zu seinem Tod im Koma.